# Penstemon ramosus
Penstemon ramosus är en grobladsväxtart som beskrevs av Crosswhite. Penstemon ramosus ingår i släktet penstemoner, och familjen grobladsväxter. Inga underarter finns listade i Catalogue of Life.